# Bill's Reformation
Bill's Reformation è un cortometraggio muto del 1912 diretto da Bert Haldane, interpretato da Harry Royston e da Alma Taylor.
Non si conoscono altri dati del film che, prodotto dalla Hepworth, fu distrutto nel 1924 dallo stesso produttore. Cecil M. Hepworth, in gravi difficoltà finanziarie, giunse a tanto per poter recuperare il nitrato d'argento della pellicola.

## Trama
Bill è un alcolizzato. Abbandona la moglie ma, quando questa eredita, lui si ravvede e salva un bambino rapito da una nurse.

## Produzione
Il film fu prodotto dalla Hepworth.

## Distribuzione
Distribuito dalla Hepworth, il film - un cortometraggio di una bobina - uscì nelle sale cinematografiche britanniche nell'aprile 1912.